# Демократор
Демократор — российский веб-сервис, который позволял гражданам объединяться вокруг общих социально-значимых проблем, совместно редактировать тексты коллективных обращений в органы государственной власти и местного самоуправления, отслеживать состояние работы по указанным коллективным обращениям. Ориентировочно с 2020 года прекратил свою работу.

## Хронология
28 июня 2010 года проект информационной системы «Демократор» был признан лучшим ИТ-проектом для госсектора.
После очередного обновления в конце 2013 года, по старым проблемам голоса за и против были потеряны.

## Основные особенности
- Пользователи могут голосовать за важность проблемы в системе «Демократор». Наиболее важными и социально-значимыми считаются проблемы, набравшие наибольшее количество голосов от пользователей системы.
- Все пользователи, проголосовавшие за важность проблемы, могут совместно редактировать проект обращения в органы государственной власти. То есть система обеспечивает совместную коллективную работу над документами одновременно для большого числа пользователей, заинтересованных в решении проблемы.
- Наиболее социально-значимые проблемы направляются адресату по электронной почте и дублируются на бумажном носителе под подпись в соответствии с Российским Законодательством (ФЗ-59 от 2 мая 2006 года), органы государственной власти и местного самоуправления обязаны подготовить ответ на эти письма в течение 30 дней.
- Все обращения граждан и ответы на них размещаются в системе публично. По замыслу разработчиков системы, публичность должна обеспечить более качественную работу органов государственной власти — чиновник, получивший письмо через систему «Демократор» должен знать, что его ответ будет предан гласности и относиться к подготовке ответа максимально ответственно.
- После получения ответа, пользователи, проголосовавшие за важность проблемы, могут поставить свою оценку полученному ответу. В случае, если большинство пользователей признает ответ неудовлетворительным, пишется повторное обращение в иную или в вышестоящую организацию.
- Накопление большого числа пользовательских оценок позволяет строить аналитические отчеты о качестве работы организаций и ведомств.